# Rocky's Filj
I Rocky's Filj sono stati un gruppo di rock progressivo italiano attivo negli anni settanta. 
Il nome del gruppo deriva da quello del loro cantante Rocky Rossi.

## Storia del gruppo
I Rocky' Filj si fecero conoscere grazie alla partecipazione come gruppo di apertura a una tournée del Banco del Mutuo Soccorso. In precedenza avevano pubblicato solo un 45 giri, nel 1971, sotto un nome leggermente diverso, "Roky's Fily". Grazie alla favorevole impressione avuta da quei concerti, riuscirono a firmare un contratto con la Ricordi e, nel 1973, entrarono in studio per realizzare il loro primo (e unico) album. Il disco, intitolato Storie di uomini e non, è un buon prodotto di jazz rock che esce un po' dai canoni del genere vista l'assenza di tastiere e per il fatto che i pezzi sono tutti cantati. In particolare risaltano i duetti fra sax e chitarra.
Le premesse erano ottime e il gruppo avrebbe potuto ritagliarsi un buon posto nel panorama jazz rock italiano, ma uno dei componenti finì nelle maglie della giustizia poiché arrestato per guida senza patente. Il gruppo rimase così fermo per qualche anno, per tornare ad incidere nel 1979 un 45 giri di scarso successo, dopodiché si sciolse.
Il cantante Rocky Rossi morì nel 1985 in un incidente stradale. Il batterista Colasante suonò nei dischi della Delta Blues Band nel 1979 e del gruppo funky Midnight Band nel 1980, mentre il chitarrista Roby Grablovitz ha continuato a suonare nel nord Italia con una cover band di successi degli anni settanta, incidendo anche un CD da solista nel 2005, intitolato Speranze d'artista e pubblicato dalla Acid Studio.
Il bassista del gruppo, Luigi Ventura, dopo lo scioglimento dello stesso, ha coltivato il suo talento in favore della scoperta di nuovi artisti nel mondo dell'arte contemporanea.

## Formazione
- Rocky Rossi - voce, fiati
- Roby Grablovitz - chitarra, flauto
- Rubino Colasante - batteria
- Luigi Ventura - basso elettrico, trombone
- Beppe Ugolotti - seconda chitarra/basso

## Discografia

### 33 giri
- 1973: Storie di uomini e non (Dischi Ricordi, SMRL 6115; ristampato in CD nel 2003)

### 45 giri
- 1971: Ingrid/Lo spettro (Cobra Record, CB 002; come Roky's Fily)
- 1979: Astrocar/Come una nuvola (Shirak, SRF 4514)